# Tarente (stad)
Tarente (Italiaans: Taranto [tà-ran-to]) is een stad in Zuid-Italië. Het is de hoofdstad van de provincie Tarente en is tevens een havenstad, gelegen aan de Golf van Tarente, in de regio Apulië (Italiaans: Puglia). De oude Grieken noemden de stad Taras, en de Romeinen noemden deze Tarentum.

## Geografie
De stad ligt aan de Ionische Zee, ongeveer halverwege aan de westkust van het schiereiland dat de hak van de Laars van Italië vormt. In 2005 had de stad 202.012 inwoners.
Tarente is ook een zeer belangrijke marinebasis, en het heeft een goed ontwikkelde staal- en ijzerverwerkende industrie, chemische installaties, dokken voor het bouwen van oorlogsschepen, en voedselverwerkende fabrieken.

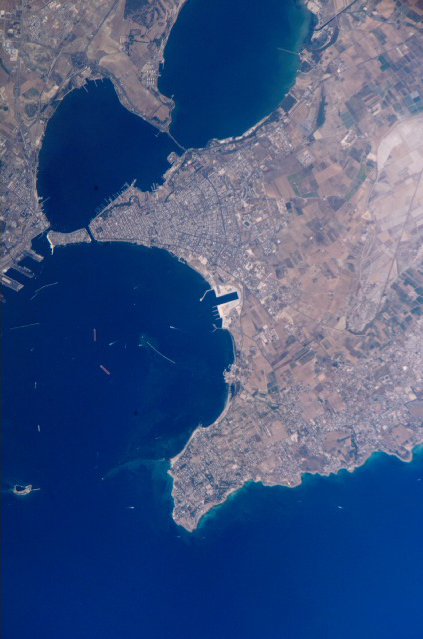
Tarente (NASA)

De oude stad, Città Vecchia, bevindt zich op een eiland, dat met twee bruggen verbonden is met het vasteland, waar de moderne stad later omheen werd gebouwd. De oude stad was tot begin jaren negentig nog deels bewoond, maar was begin 21e eeuw vrijwel compleet verlaten i.v.m. de bouwkundige staat van de gebouwen. Gelukkig is er veel veranderd en is het nu het centrum van toerisme, met diverse B&B’s. Er kan een bezoek aan de oude stad worden gebracht, waar de kerk "San Domenico Maggiore" en de kathedrale basiliek "San Cataldo" (vernoemd naar de 7e-eeuwse Ierse monnik die de eerste bisschop van Tarente werd) zich nog bevinden. Ook bevindt zich op het eiland de fortificatie "Il Castello Aragonese", het Aragonese Kasteel genaamd "Castel Sant' Angelo", waar de Italiaanse Marine vesting heeft. De eilandjes San Pietro en San Paolo beschermen de baai (Mar Grande), waar de commerciële haven zich ook bevindt. De andere baai, die Mar Piccolo heet, wordt gevormd door de oude stad, en is voor marineschepen toegankelijk via het kanaal met de draaibare brug "Il Ponte Girevole". In die baai bevindt zich een marinebasis en zijn er dokken voor onderhoud en bouw van schepen gevestigd, en tevens is er een bloeiende visvangst. Mar Piccolo is een militaire haven met strategisch belang, en de eilandjes en de kust zijn zeer zwaar gefortificeerd.
De streektaal Tarentino wordt in de stad Tarente en in de omliggende provincie gesproken.

## Geschiedenis van Tarente

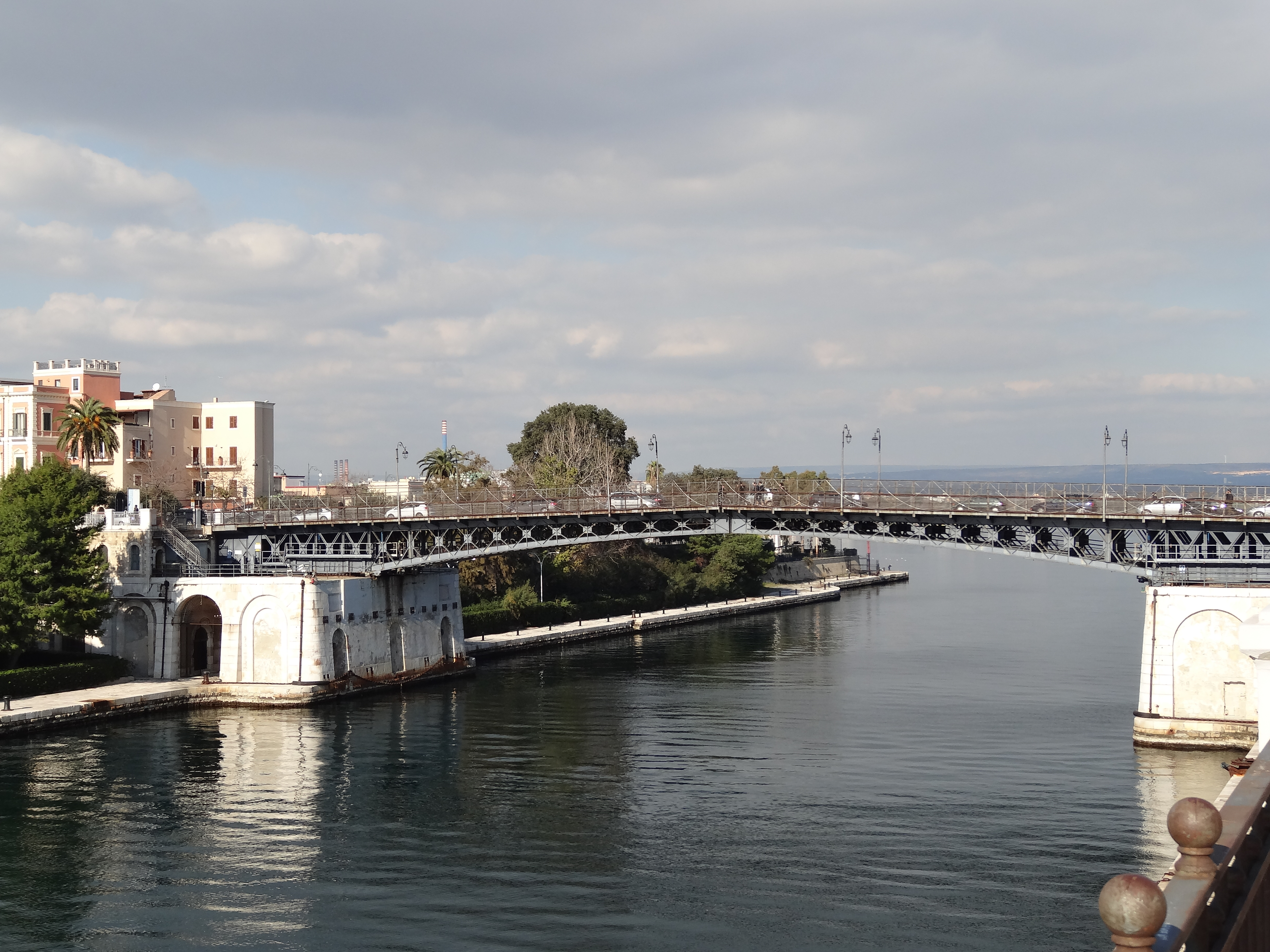
Ponte Girevole, het symbool van Tarente

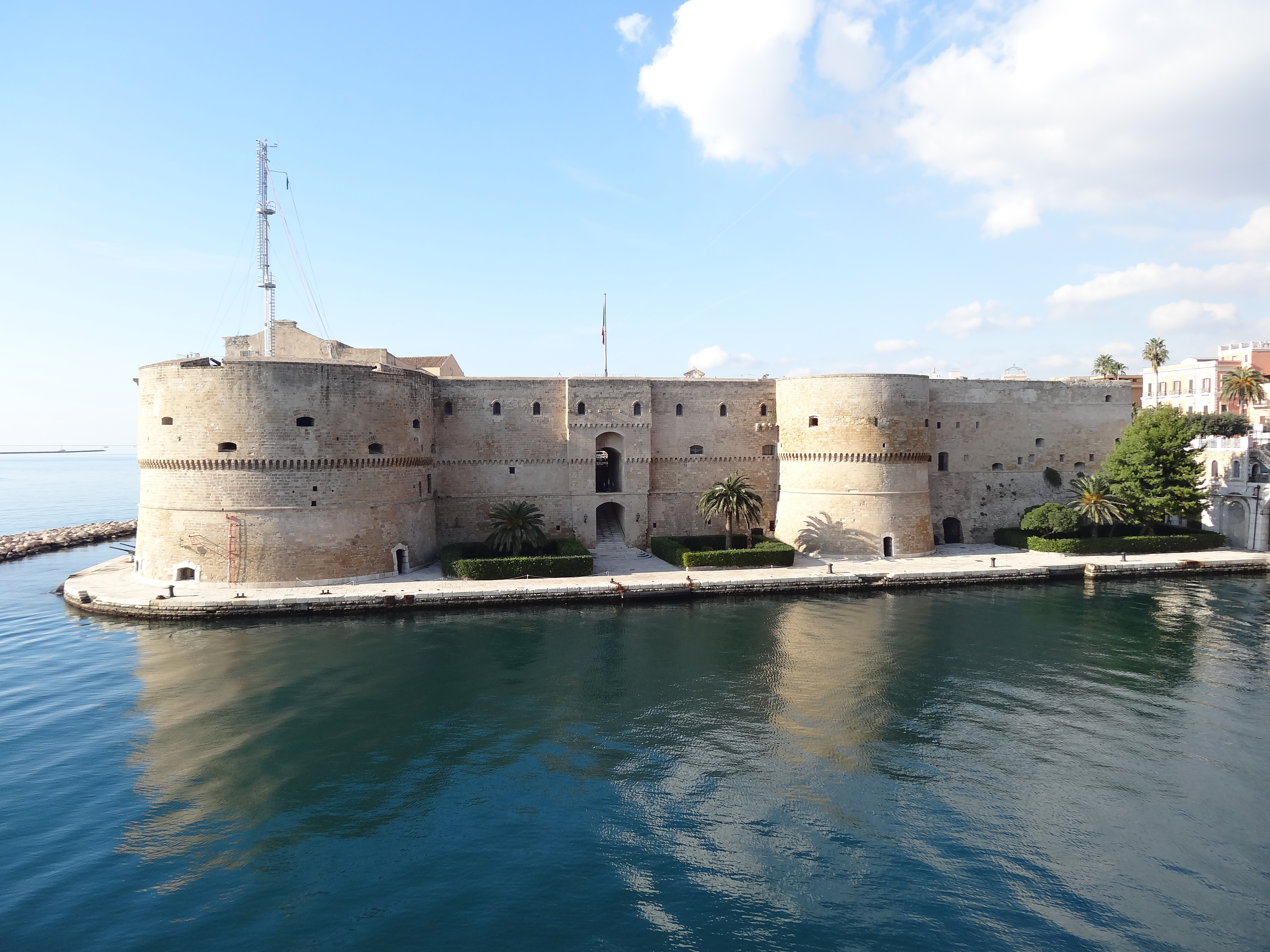
Castello Aragonese

Stad in de 16e eeuw

Tarente werd rond 706 v.Chr. gesticht door Spartaanse immigranten (Partheniai), en werd een soevereine stad van Magna Graecia, de Griekse kolonies in Zuid-Italië.
Er werd Dorisch-Grieks gesproken. Resten van dit Dorische Grieks wordt nog in de omgeving gesproken onder de vorm van het Griko.
In 367 v.Chr. sloten Carthago en de Etrusken een verbond om Tarentum aan te vallen.
In 343 v.Chr. vroeg Tarentum haar moederstad Sparta om hulp tegen de barbaren aangezien het agressie ondervond van het Bruttische Verbond. 
In 303 v.Chr.-302 v.Chr. sloot Cleonymus van Sparta een verbond met Tarentum tegen de Lucaniërs.

### De oorlog van 280 v.Chr. - 275 v.Chr. tussen Rome en Tarente
Aan het begin van de 3e eeuw v.Chr. begon de groeiende macht van Rome Tarente angst in te boezemen, met name waar het de controle over de zee betrof. In die tijd had Tarente de krachtigste zeemacht van Italië en sloot het snel een overeenkomst met Rome waarin besloten werd dat de Kaap van Lacinio en de zogenaamde Golfo di Taranto (Golf van Tarente) niet voorbijgevaren mochten worden door Romeinse schepen. Enkele schepen verbraken echter deze overeenkomst. Deze situatie zou onvermijdelijk leiden tot een conflict tussen Tarentum en Rome, toen Rome zich begon te bemoeien met de zaken van de Griekse kolonies in Zuid-Italië.
Niet veel later vroegen enkele stadstaten in Magna Graecia, zoals Rhegim, Croton en Locri, Rome om militaire hulp vanwege de oorlogen die zij voerden met hun buursteden. Thurii, gelegen aan de Golf van Tarente, riep Rome in 282 v.Chr. te hulp na te zijn aangevallen door Lucania. Rome zond een vloot met troepen naar de militaire post Thurii. Tarente dacht echter dat dit een vijandelijke daad was en beantwoordde de actie door de vloot tot zinken te brengen, en de Romeinse troepen uit Thurii te verdrijven.
De oorlog duurde vijf jaren, van 280 v.Chr. tot 275 v.Chr.).
De Romeinen veroverden de stad in 272 v.Chr., maar hun macht was niet stevig gevestigd voor het jaar 209 v.Chr. nadat de Via Appia naar Tarente en Brindisi was verlengd.

### Latere geschiedenis
Toen de Gotische oorlogen aanvingen, werd Tarente in 540 n.Chr. deel van het Byzantijnse Rijk. In 661 werd het door de Longobarden ingenomen, en later door de Saracenen. In 1063 veroverde de Noorman en avonturier Robert Guiscard Tarente, en later werd het onderdeel van het Koninkrijk Napels.
In november 1940, gedurende de Tweede Wereldoorlog, werden de Italiaanse schepen die voor anker lagen voor de stad zwaar beschadigd door de Britse marine bij de Slag van Tarente. Britse troepen landden in 1943 dicht bij de haven als onderdeel van de geallieerde invasie.
In de jaren '60 werden met steun van de regering de ILVA hoogovens gebouwd, die behalve welvaart ook vervuiling brachten. Tarente werd de rijkste stad van Zuid-Italië, maar de arbeiders bij de hoogovens werden niet oud. In 2012 legde de rechter een deel van het bedrijf stil en voorjaar 2021 werden de eigenaren Fabio en Nicola Riva en de voormalige president van de regio Apulië, Nichi Vendola tot lange gevangenisstraffen veroordeeld. 
Meer dan 9 kilo dioxine is door de fabrieken in de lucht van de stad uitgestoten (83% van de uitstoot in heel Italië). Tussen 1995 en 2004 namen leukemieën, myelomen en lymfomen met 30 tot 40 procent toe. Dioxine hoopt zich in de loop der jaren op. Begrazing is verboden binnen 20 km van de fabriek. Meer dan 400 mensen overleden voortijdig. 
De nieuwe eigenaar ArcelorMittal zegt van de verbranding van kolen te willen gaan overstappen op het gebruik van schone energie.

## Sport
De plaatselijke voetbalclub luistert naar de naam Taranto Sport.

## Biologie
De Italiaanse naam voor de stad (Taranto) wordt gebruikt in de wetenschappelijke naam van een soort wolfspin: Lycosa tarantula. De soortaanduiding tarantula wordt tot op de dag van vandaag (ten terechte) gebruikt voor allerlei soorten die groot en harig zijn, ongeacht de groep van spinnen waartoe ze behoren.
Tarente is de enige stad die op grote schaal mosselzijde verwerkt. Deze zijde wordt niet door rupsen geproduceerd zoals gewone zijde maar is afkomstig van de ankerdraden van mosselschelpen.

## Bezienswaardigheden
- Nationaal Archeologisch Museum van Tarente

## Stedenbanden
- Brest (Frankrijk), sinds 1964

## Geboren
- Archytas (428 v.Chr.-347 v.Chr.), wiskundige, filosoof en militair
- Livius Andronicus (ca.280 v.Chr.-ca.200 v.Chr.), schrijver
- Giovanni Paisiello (1740-1816), componist
- Mario Uva (1942), Chef-kok
- Roberta Vinci (1983), tennisster
- Benedetta Pilato (2005), zwemster